# Dulgadråp
Dulgadråp (dolt dråp) var i äldre rätt ett dråp där gärningsmannen var okänd. Om ett lik hittades med sår eller andra tecken på dråp (œrrat ok undat) ålåg det häradet, skeppslaget eller i vissa fall byn eller de närmaste byarna att inom ett år hitta gärningsmannen eller betala böter. Hittades liket inomhus var det, enligt landskapslagarna, gårdsägaren som svarade för böterna.
Bötesbeloppet varierade i de olika landskapslagarna mellan 9 och 40 marker. Från och med Kristofers landslag tillföll hälften av böterna kungen, hälften de anhöriga. Tidigare var det 2/3 respektive en tredjedel. 
I Upplandslagen lyder beteckningen morþgæld och i landslagarna förekommer denna term och dulgadråp om varandra i samma betydelse. Med tiden kom ordet att beteckna också böterna som erlades för ett sådant dråp. Det har ibland, genom missuppfattning av det fornsvenska ordet, använts med en arkaiserande klang i betydelsen lönnmord, till exempel hos Strindberg i Bjälbo-jarlen.
Dulgadråp nämns, liksom danaarv och inkomster från Uppsala öd, i den äldsta landslagens kungabalk och i andra texter som kungens rättighet. Dessa bötesintäkter hörde alltså till hans personliga inkomst, men han hade inte rätt att avhända sig den; i så fall kunde hans efterträdare ta den tillbaka. I trohetseden lovade folket också att stå för dessa ständiga utskylder, medan deras bifall fordrades för nya utlagor.
Dulgadråp fanns med ännu i 1734 års lag där det heter: 
| ”                                                                   | Finnes man eller qwinna å landet dräpen, och warder ej någor lagliga til dråpet wunnen inom natt och åhr, eller skiäliga therföre misstänckt; tå skal Häradet efter mantalet böta för thet dulgadråp hundrade daler : Tage halft Konungen, och halft målsäganden. | „ |
| – 1734 års lag, Missgärningsbalken, XXVII. Cap. Om dulgadråp 27.1.§ | |   |

Dulgadråp utmönstrades ur svensk lag 1860. Från Finland rapporteras 1877 att Masku socken dömts för dulgadråp. Tidningskorrespondenten noterar att detta är ovanligt numera, men att samma socken likväl råkat ut för en likadan incident för 25 år sedan.